# Facundo Cambeses
Facundo Nicolás Cambeses (Longchamps, 9 aprile 1997) è un calciatore argentino, portiere del Racing Club.

## Carriera

### Club
È cresciuto nelle giovanili del Banfield.

### Nazionale
Nel 2017 partecipa con la nazionale Under-20 argentina al campionato sudamericano, disputando 3 incontri.

## Statistiche

### Presenze e reti nei club
Statistiche aggiornate al 28 marzo 2025.
| Stagione           | Squadra            | Campionato         | Campionato | Campionato | Coppe nazionali | Coppe nazionali | Coppe nazionali | Coppe continentali | Coppe continentali | Coppe continentali | Altre coppe | Altre coppe | Altre coppe | Totale | Totale | Totale |
| Stagione           | Squadra            | Comp               | Pres       | Reti       | Comp            | Pres            | Reti            | Comp               | Pres               | Reti               | Comp        | Pres        | Reti        | Pres   | Reti   |        |
| ------------------ | ------------------ | ------------------ | ---------- | ---------- | --------------- | --------------- | --------------- | ------------------ | ------------------ | ------------------ | ----------- | ----------- | ----------- | ------ | ------ | ------ |
| 2016-2017          | Banfield           | PD                 | 0          | 0          | CA              | 0               | 0               | -                  | -                  | -                  | -           | -           | -           | 0      | 0      |        |
| 2017-2018          | Banfield           | PD                 | 0          | 0          | CA              | 0               | 0               | CL+CS              | -                  | -                  | -           | -           | -           | 0      | 0      |        |
| 2018-2019          | Banfield           | PD                 | 3          | -5         | CA+CdS          | 0+2             | -2              | -                  | -                  | -                  | -           | -           | -           | 5      | -7     |        |
| 2019-2020          | Banfield           | PD                 | 0          | 0          | CA+CdL+CdS      | 0               | 0               | -                  | -                  | -                  | -           | -           | -           | 0      | 0      |        |
| ago.-dic. 2020     | Huracán            | PD                 | -          | -          | CA+CdL          | 0+11            | -16             | CS                 | -                  | -                  | -           | -           | -           | 11     | -16    |        |
| gen.-giu. 2021     | Huracán            | PD                 | -          | -          | CA+CdL          | 1+2             | -1 + -4         | -                  | -                  | -                  | -           | -           | -           | 3      | -5     |        |
| Totale Huracán     | Totale Huracán     | Totale Huracán     | -          | -          |                 | 14              | -21             |                    | -                  | -                  |             | -           | -           | 14     | -21    |        |
| 2021               | Banfield           | PD                 | 8          | -6         | CA+CdL          | -               | -               | -                  | -                  | -                  | -           | -           | -           | 8      | -6     |        |
| 2022               | Banfield           | PD                 | 19         | -22        | CA+CdL          | 4+2             | -3 + -2         | CS                 | 0                  | 0                  | -           | -           | -           | 25     | -27    |        |
| 2023               | Banfield           | PD                 | 27         | -32        | CA+CdL          | 2+15            | -1 + -6         | -                  | -                  | -                  | TCS         | 1           | -3          | 45     | -42    |        |
| Totale Banfield    | Totale Banfield    | Totale Banfield    | 57         | -65        |                 | 25              | -14             |                    | 0                  | 0                  |             | 1           | -3          | 83     | -82    |        |
| 2024               | Racing Club        | PD                 | 7          | -12        | CA+CdL          | 2+1             | -2 + 0          | CS                 | 0                  | 0                  | -           | -           | -           | 10     | -14    |        |
| 2025               | Racing Club        | PD                 | 4          | -6         | CA              | 0               | 0               | CL                 | 0                  | 0                  | RS          | 0           | 0           | 4      | -6     |        |
| Totale Racing Club | Totale Racing Club | Totale Racing Club | 11         | -18        |                 | 3               | -2              |                    | 0                  | 0                  |             | 0           | 0           | 14     | -20    |        |
| Totale carriera    | Totale carriera    | Totale carriera    | 68         | -83        |                 | 42              | -37             |                    | 0                  | 0                  |             | 1           | -3          | 111    | -123   |        |

## Palmarès

### Competizioni internazionali
- Coppa Sudamericana: 1

Racing Club: 2024
- Recopa Sudamericana: 1

Racing Club: 2025